# 블래스터 마스터
《블래스터 마스터》(Blaster Master)는 선소프트가 제작한 비디오 게임 시리즈이다. 1988년 패밀리 컴퓨터로 발매된 《블래스터 마스터》로 시작해 후속작이 제작됐다.
2017년 인티 크리에이츠가 제작한 《블래스터 마스터 제로》을 시작으로 시리즈 리부트 작품들이 출시됐다.

## 발매 작품
- 《블래스터 마스터》 (1988)
- 《블래스터 마스터 Jr.》 (1991)
- 《블래스터 마스터 2》 (1993)
- 《블래스터 마스터: 에너미 빌로》 (2000)
- 《블래스터 마스터: 블래스팅 어게인》 (2000)
- 《블래스터 마스터: 오버드라이브》 (2010)
- 《블래스터 마스터 제로》 (2017)
- 《블래스터 마스터 제로 2》 (2019)
- 《블래스터 마스터 제로 III》 (2021)